# Isengard
Az Isengard a Darkthrone dobosának, Fenriz-nek az egyszemélyes metal projektje volt 1989-től 1995-ig. A zenekar folk, pagan és black metal műfajban játszott. Lemezeit a Moonfog Productions, Deaf Records, Peaceville Records kiadók jelentették meg.

## Története
Az Isengard Fenriz szerint azért alakult meg, mert számtalan zenei ötlete volt, amely az ő meglátása szerint nem "fért el" a Darkthrone-ban. Mivelhogy egyszemélyes zenekarról volt szó, Fenriz játszott az összes hangszeren és énekelt is. A név a Gyűrűk Urából származik. Három demót, egy nagylemezt és egy válogatásalbum jelent meg az Isengard-tól, a válogatáslemezen a három demó együtt szerepelt. Az együttes rövid életű volt, hiszen 1995-ben feloszlott. Fenriz személyesen elmondta, hogy nem tetszett neki, hogy folk metalt játszik a zenekar.

## Diszkográfia
- Spectres Over Gorgoroth (demó, 1989)
- Horizons (demó, 1991)
- Vandreren (demó, 1993)
- Vinterskugge (válogatáslemez, 1994)
- Hostmorke (nagylemez, 1995)
- Traditional Doom Cult (EP, 2016)[1]